# Il-78 (航空機)
Il-78
Il-78M
- 用途：空中給油
- 分類：空中給油機
- 設計者：イリューシン設計局
- 製造者：

  - TAPOiCh（英語版）（2012年まで）
  - アヴィアスタル-SP（2012年以降）
- 運用者

  -  ロシア（ロシア空軍）
  -  インド（インド空軍）他
- 初飛行：1983年6月26日
- 生産数：53機（未完成機を含めると54機）
- 運用開始：1984年
- 原型機：Il-76（輸送機）

Il-78(イリューシン78；ロシア語:Ил-78イール・スィェーミヂスャト・ヴォースィェミ)は、旧ソビエト連邦のイリューシン設計局で開発された空中給油機である。北大西洋条約機構（NATO）が用いたNATOコードネームでは、「マイダス」（Midas）と呼ばれた。

## 概要
Il-78は、3MS-2の後継として当時のソ連で標準的大型ジェット輸送機であったIl-76の発展型として設計された空中給油機である。
1983年6月26日に初飛行が行われ、1984年より運用が開始された。1987年3月7日には改良型のIl-78Mが初飛行している。

### Il-78M-90A
ベース機であるIl-76の製造についてはこれまでウズベキスタンのTAPOiChが行ってきた。しかし生産された機体の利益分配をめぐる論争が発生したため、ロシアは生産をロシア国内のウリヤノフスクにあるアヴィアスタル-SPに移転し、改良型のIl-76MD-90Aの生産を開始した。これに伴いIl-78の生産もロシア国内に移転されIl-78M-90Aはロシアで初めて生産された空中給油機となった。ロシアでの製造にあたっては作業の大部分はロボット化しており、組み立てプロセスは従業員の依存度が低くなっている。正確に組み立てるため組み立て作業はレーザー光学計測システムを使用して行われる。これにより以前は数日かかった胴体と主翼の接合が数時間に短縮された。塗装には国内メーカーが開発した全ロシア科学物質科学研究所（VIAM）によって開発された特殊なエナメルのプライマーEP-0215およびEP-0208が用いられている、
開発
2012年より、PSZ（Perspektyvnyi Samolot Zapravshchik）プログラムとして開発が開始され。2015年2月24日より製造を開始した。当初の初飛行予定は2016年、ロシア空軍への納入開始が2018年であったが、これは行われなかった。
最初の試作機（シリアル番号02-01）は2017年11月29日に公開された。
2018年11月の発表では、Il-76MD-90Aに基づいた給油機の試作機は、2019年第1四半期に製造される予定。
飛行試験
試作機は当初予定より2年遅れた2018年1月25日(公式では25日となっているが実際は19日)に、ロシア連邦英雄であるニコライ・ドミトリーヴィッチ・クイモフの手によって35分の試験飛行を実施した。
4月には地上周波数試験を完了、5月には、アヴィアスターSPによる燃料システムの検証を含む1段階の地上を試験を完了。7月にはイリューシンにおいて塗装され工場による飛行試験を開始予定とされていたが。7月の地上試験完了、8月上旬より国家試験開始と、年末までの完了計画に変更された。最終的に工場試験の一環として12月26日に飛行を行われたが、国家試験完了は2021年に延期された。

## 設計
機体はIl-76をベースに格納庫に燃料タンク、胴体後部左側および両主翼の3箇所にNPP ズヴェズダが開発したUPAZ-1A空中給油ポッドを設置しており、ポッドからホースを延ばすことで同時に3機の航空機で給油が可能。3箇所のうち翼の2箇所は戦闘機用で胴体後部の1箇所は爆撃機への給油用である。
Il-78Mを除けば、燃料タンクを外すことで通常の輸送機として使用でき、Il-78M-90Aの場合兵器や個人的な装備によるが167人から245人の兵士を運ぶことが可能。必要に応じて消火整備を設置して消防機とすることも可能である。
給油速度は通常型のIl-78で最大毎分2,300L、Il-78Mで毎分2,900Lである。Il-78M-90Aでは給油ポッドが自動化やデジタル化を進めたUPAZ-1Mに変更され、給油速度は毎分3,000Lとなる。総燃料搭載量は110トン
Il-76で機銃座があった場所には給油オペレーター席が設けられている。燃料の転送などはほぼ自動化されているためオペレーターの仕事はホースの伸縮や異常などのチェックなどのみである。Il-78M-90Aではさらに自動化を進めており、オペレータ席が廃止されている。これはイリューシンが新開発した新しい給油管理システムにより実現したもので、システムは給油機や給油される側の機の位置、風速と方向、その他の気象データなど、数十のパラメータを制御し、この情報に基づいて、収束およびドッキングのプロセスの3Dモデルが数センチメートル以内に作成され、コックピットの画面に表示される。更にシステムは給油機や給油される側の機の位置を監視および修正を行う。これにより安全な空中給油が可能となった。異なる3タイプの航空機の給油に対応しており、地上では4機の航空機に対して給油を行うことも可能である。
その他の事項としてIl-78M-90AではAvion社開発の新しいプライマーを適応した最初のロシア機となっている。このプライマーはVG-27というもので六価クロムを含まず健康への害が少なくなっている。

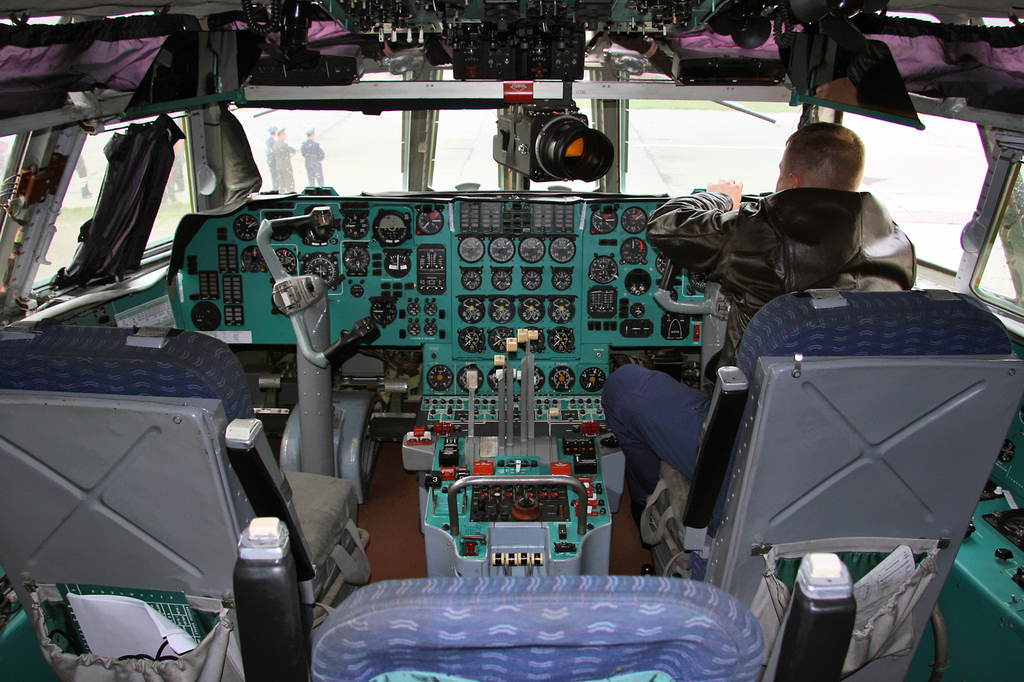
コックピット
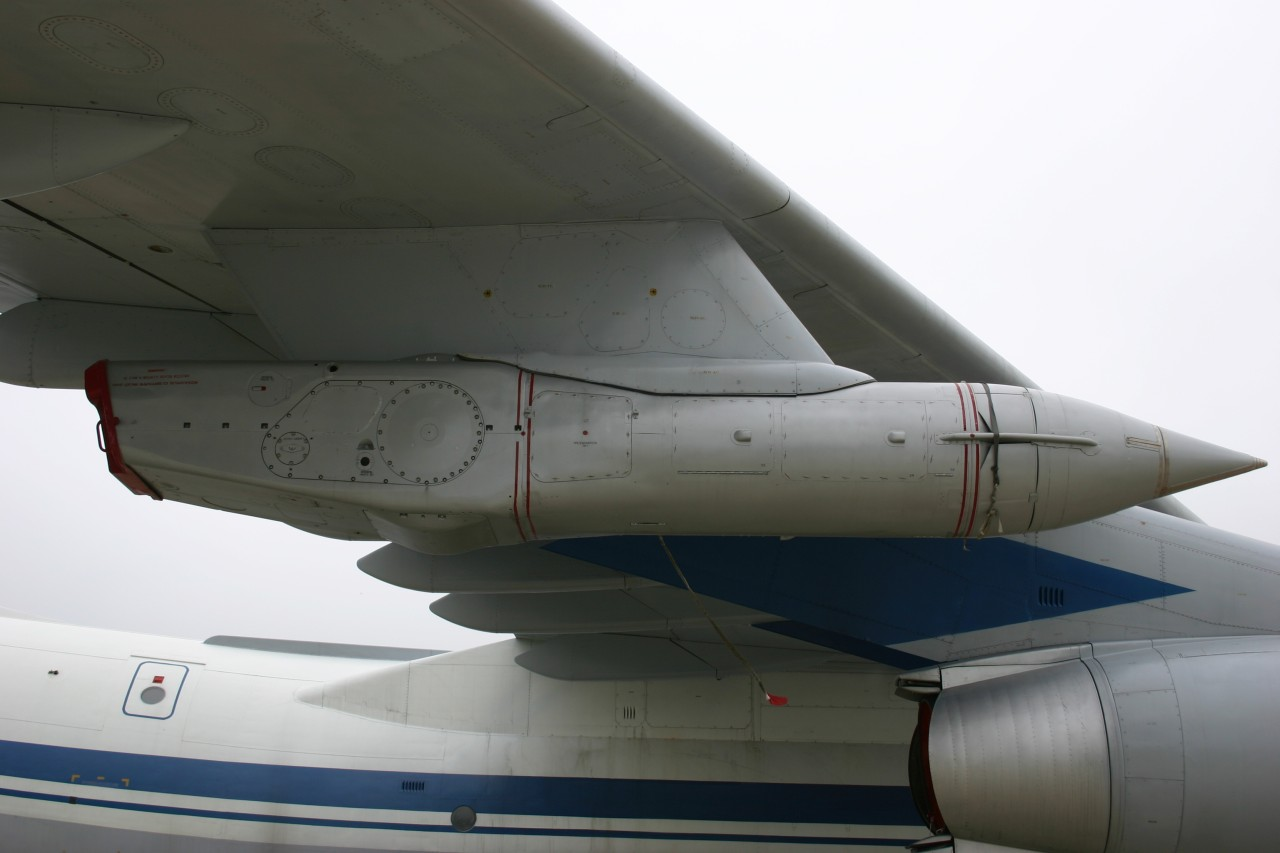
UPAZ-1給油ポッド
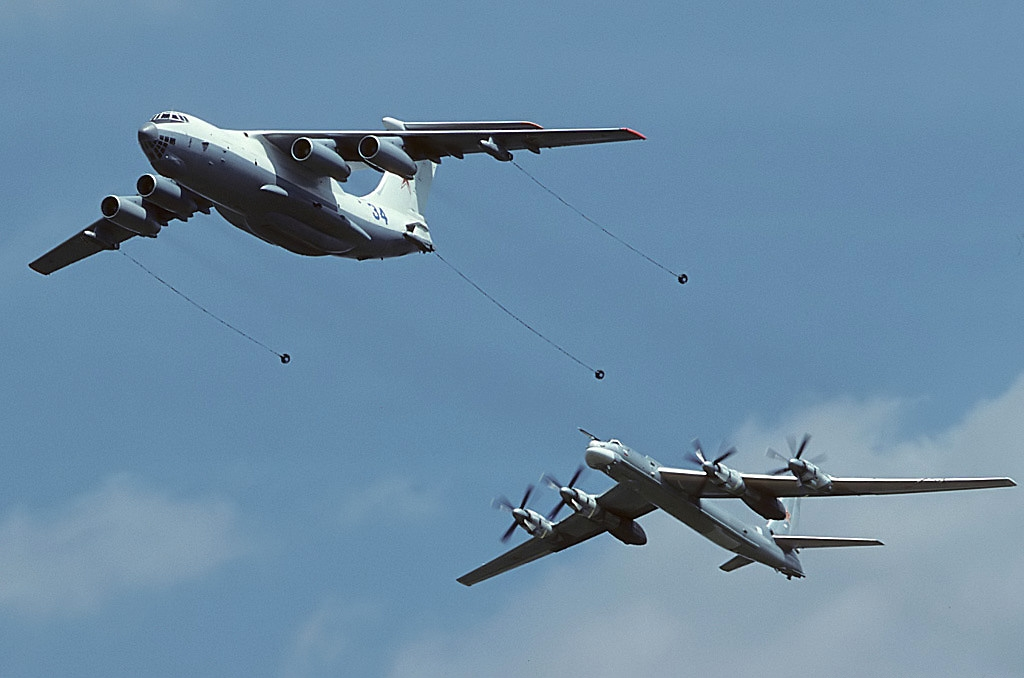
3箇所すべてのポッドを展開したIl-78M

## 派生型

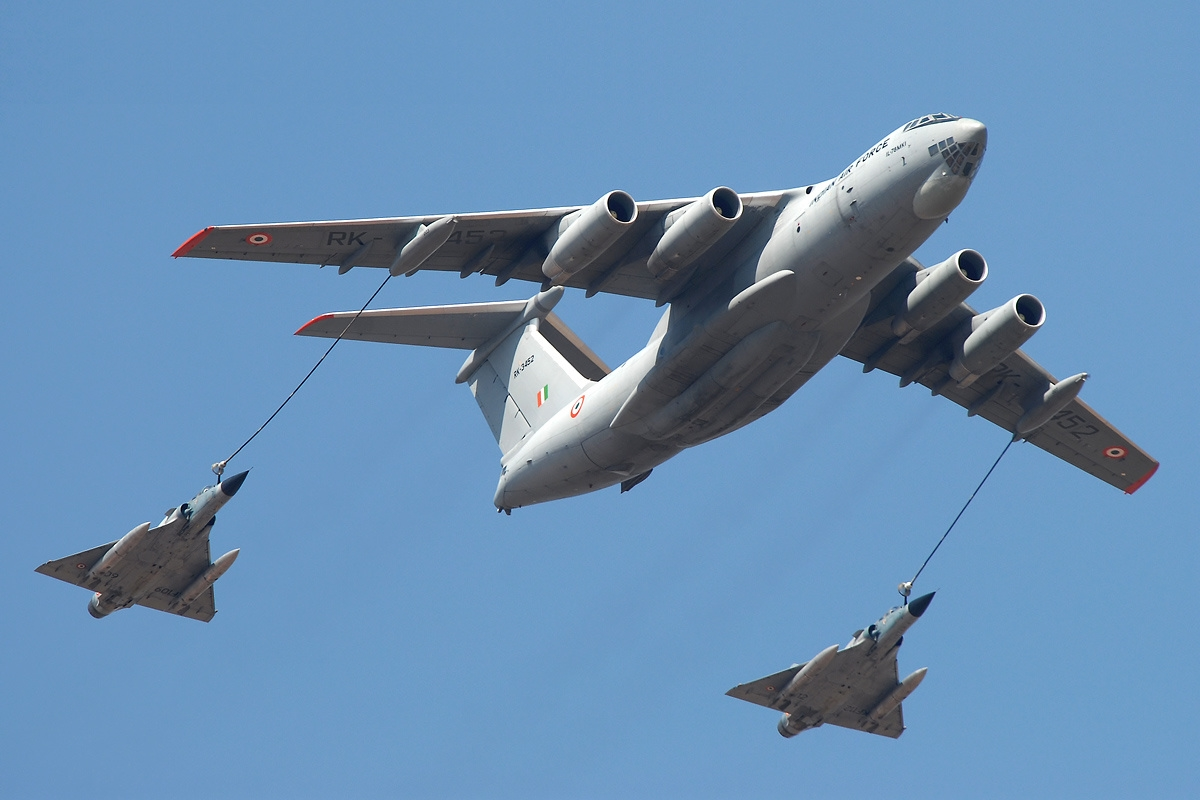
Il-78MKIから給油を受けるミラージュ2000

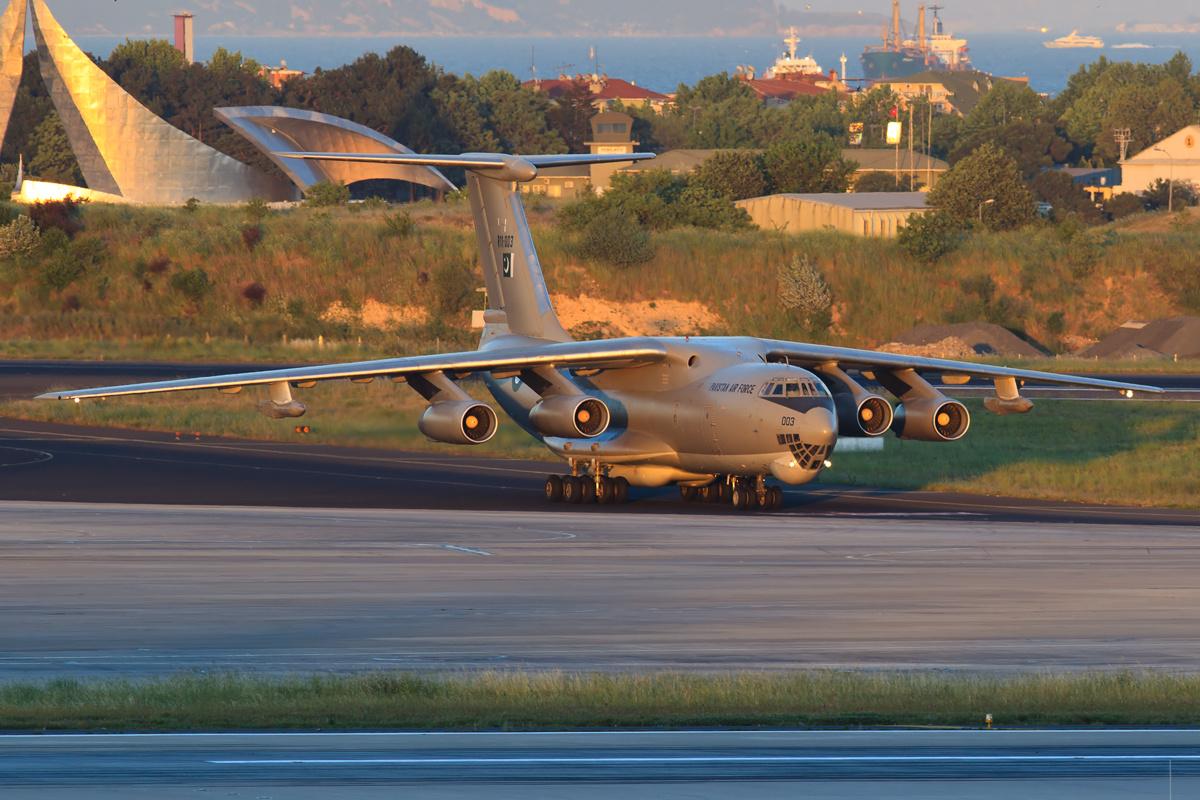
Il-78MP

Il-78
基本型。
2つの取り外し可能な燃料タンクを備える。最大積載重量は85.72トン（188,540 lb）。
Il-78B
1990年代初頭に設計されたモデルでUPAZ-1ポッドに代わりMk.32Bポッドを装備して西側の機体に給油を可能としたモデル。計画のみ。
Il-78T
燃料タンクをはずした貨物輸送型。
Il-78M
1987年から配備された型。
貨物室内タンクを3個に増加させカーゴドアを廃止、約5,000kgの構造重量を軽減したが、そのかわりに貨物機への転換は不可能となった。また最大離陸重量が210トンに増加したことにより翼のトーションボックスの強化が必要となった。胴体後部左側の給油装置は大型航空機への給油時間を短縮するため毎分2,900Lの給油が可能な改良型のPAZ-1Mとなり、パイロン形状も胴体から発生した乱流からポッドを分離するため水平式のパイロンから吊り下げ型のものに変更された。これにより主翼下と同様のポッド/パイロンの組み合わせによる共通性が確保された。総燃料搭載量は138トン（303,600 lb）でそのうち105.7トン（232,540 lb）が供給可能である。
Il-78ME
Il-78Mの輸出型。
Il-78M-2
Il-78Mのアップグレード型。
改修内容はIl-76MD-Mと同様。新しい航行装置や通信装置、防御装備を備えており、夜間の給油も可能となった。
Il-78MK
Il-78Mをベースに輸送機に転換可能としたもの。1990年代初頭に設計され生産準備も行われたが受注がなかった。
Il-78MKI
Il-78MKをインド空軍向けに改良した型。アビオニクスの一部がフランスのタレス製のものに変更されているほか、給油装置として毎分1,200kgの給油が可能なイスラエル製のARP-3を装備しており、1ミッションで6～8機のSu-30MKIに補給可能である。
空中給油装置が変更された理由はUPAZ-1Aの給油レートが大きく、インド空軍が運用するジャギュアやミラージュ2000などの機内燃料パイプの細い機体に対する適合性に問題があったためである。総燃料搭載量は110トン(翼タンク109,500L、胴体タンク42,800L)でそのうち70トンが供給可能である。
Il-78MK-90
Il-78MKをベースにエンジンをPS-90A-76に換装したモデル。計画のみ。
Il-78MP
ウクライナにおいてモスボールされていたIl-78をムィコラーイウ航空機修理工場で修理・改装したモデル。

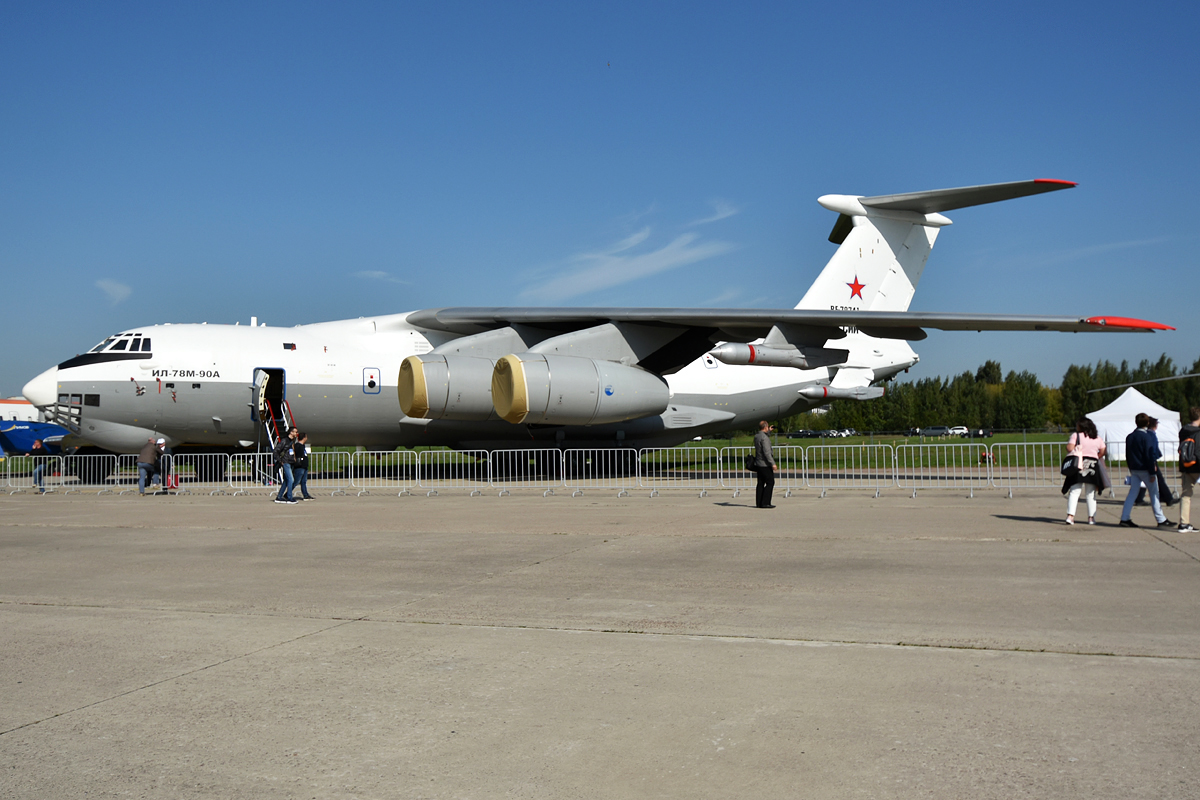
Il-78M-90A

Il-78M-90A (Il-478)
ベース機をIl-78M-90Aとした最新型。メーカーは、ウズベキスタンで製造されていた従来の空中給油機と異なり、本機種はロシア国内で製造された初の空中給油機であるとしている。
UPAZ-1M給油ポッド装備。翼下のUPAZ給油ポッドのマウントパイロンが違い、後部胴体内の加圧隔壁が強化されている。以前までの型式に存在した給油オペレーター席は廃止されている。
Il-78MK-90
輸出型。
最大離陸重量210トン、最大ペイロード52トン、 空中給油時の飛行速度毎時400-600km、最大高度12,100m、給油時の飛行高度450-9,000m、最大ペイロード時の航続距離5,000km、離陸距離1,540m。

## 運用国

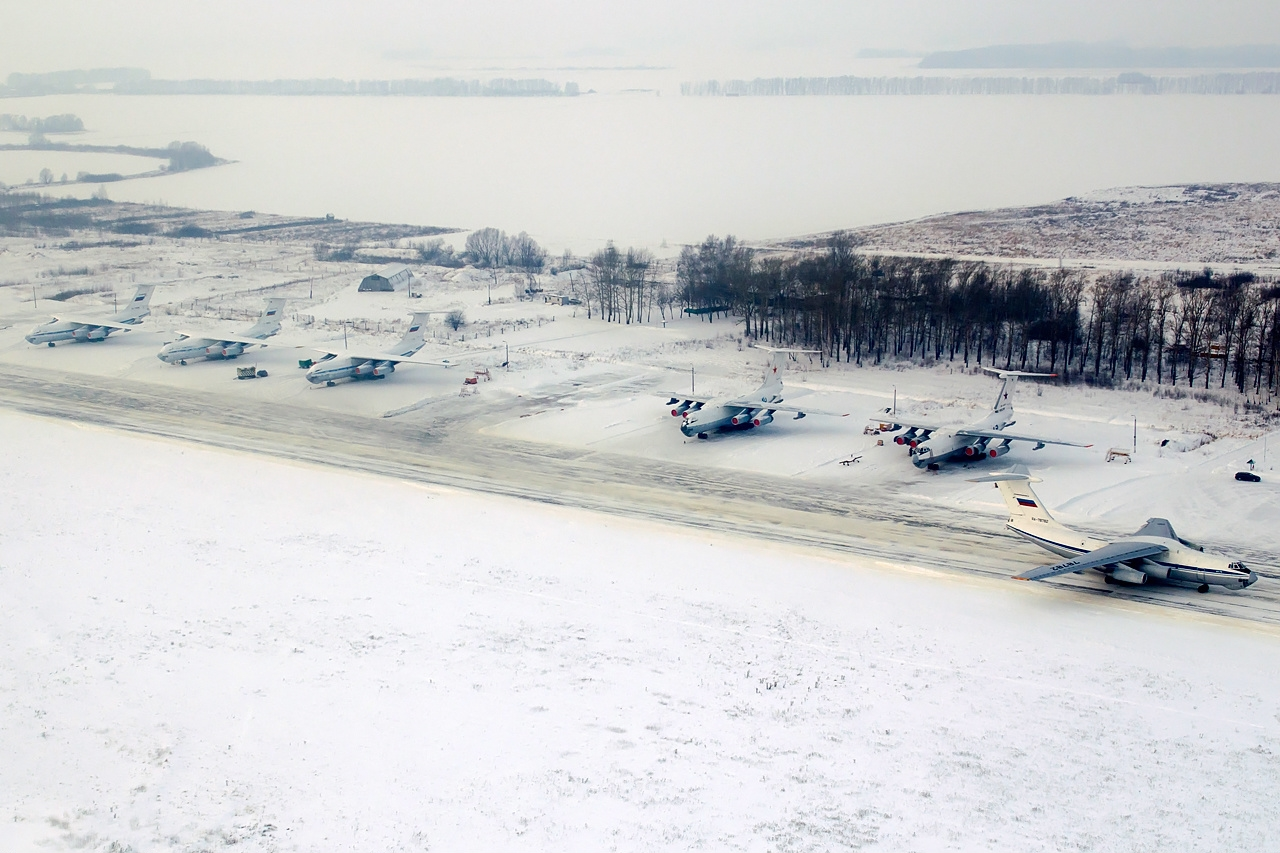
リャザンのダャギレボ基地のIl-78

53機が製造されている。
 アルジェリア
- アルジェリア空軍（英語版）

元ソ連およびウクライナ空軍機5機を運用。
 アメリカ合衆国
- ユタ銀行

1機を所有。
 インド
- インド空軍

1987年から開始された空中給油機の導入検討時にエアバス A310/A330 MRTTと比較の結果、保有するIl-76MDと互換性があり輸送機としても使用できることが評価され、Il-76TDからの改装を含む6機が購入され第78飛行隊で運用されている。
2015年10月には、新しいアビオニクスとエンジンを含むアップデート契約が結ばれた。この改修により寿命は20年延長される。
2018年から2019年にかけてオーバーホールを計画しており、このプロセス中にエンジンをアップグレードすることも提案されている。実現すれば短い滑走路から離陸することができるようになるが、アップグレードには数年かかるという。この契約は2019年3月に8000万ドルで締結され。作業はイリューシンのジュコーフスキー支店か第123航空修理工場で実施されることとなった。
稼働率問題
オープンソースによればスペアパーツの不足のため6機の内飛行可能な機体は2機だけとされ、2機の内2016年のレッドフラッグにおいては1機だけが使用されたという。これには構造的な問題やイスラエル製のポッドの問題もあるとされる。
2017年8月にインド会計監査局（CAG）が開示した報告書によるとIl-76MD重輸送機14機と、空軍が運航するIl-78給油機6機の保守不良を強調された。報告書によると、2010年から2016年の期間におけるIl-76とIl-78の平均利用可能率は、両タイプで必要な平均値は70％に設定されていたもののそれぞれ38％と49％であった。また平均してIl-76の41％、Il-78の32％が引き続き地上待機していたと同報告書は述べている。この理由は予備パーツの入手不能とイリューシンとの長期メンテナンス支援契約締結の遅れによるものだが、報告書はアフターマーケットのサポートが乏しい主な理由の1つとしてIl-76/78艦隊のロシアおよびウクライナのベンダーとサービスおよびスペアパーツ契約を締結する必要があるためとしている。加えてアビオニクスがまだアップグレードされていないため、1985年代の機器で飛行を続けており、保守性の問題や国際空域での運用に支障をに繋がっているとしている。また搭載するD-30KP-1は、2,000飛行時間または10年ごとにオーバーホールする必要があるがエンジンのオーバーホールについて別途の契約が締結されていないため、2,000飛行時間に達しても運用していたという。一方で2010年から2016年の間に保守性が67％から43％に制限されていた空中給油ポッドの問題は修正されたという。このほか格納ハンガーが1つしかなく残りの機体が野外で待機を強いられ錆びていることを明らかにしこれが保守性や運用に悪影響をもたらしたと議会で報告されている。
この問題に対しインドの民間航空局はエア・インディアのメンテナンス・修理・オーバーホール（MRO）施設での防衛航空機の保守を容易にするよう、国防省に通達した。エア・インディア・エンジニアリング・サービシズ・リミテッド（AIESL）はIl-78にMROサービスを提供するための入札に参加したが、ロシアに拠点を置くOEMからこれらの航空機の修理を受けるために要求される必須の認可を取得していないため拒否されている。
後継機
2008年から検討が開始されたIl-78の後継となる新たな給油機の選定では、KC-767AT、A330 MRTTとともに提案されたが、アフターサービスが悪く、スペアパーツや消耗品の供給に問題があったことからエアバス A330 MRTTに敗れている。2010年に価格が高すぎるとしてA330 MRTTの調達がキャンセルされたことを受け再選定が行われたが再び敗れている。
2016年8月に再びA330 MRTTの調達がキャンセルされたことを受け、インドは6機のIl-78M-90Aの購入交渉を実施しているとされていたが、1月25日に開始された3回目の入札においてでは要件に2つのエンジンを備えたプラットフォームという規定が加えられており、事実上入札より排除された形となっている。
 パキスタン
- パキスタン空軍
元ウクライナ空軍の所属機を4機運用している[33]。

 リビア
- リビア空軍
6機の購入を交渉していたが1992年からの制裁により1機のみが引き渡された。現在でも運用されているとみられるが給油ポッドこそ維持されているもののほぼ貨物機として運用されているようである[51]。

 ロシア
- ロシア空軍
19機を運用している。
これに加えてIl-78M-90Aを2013年時点で40機調達する意向だったが[52]、2018年の時点では2027年までに14機の供給契約を締結する可能性を検討している[53]。ロシア航空産業界の関係者はジェーンに対し国防省の要件は30機以上と推定されていると語っている[54]。

 中国
- 中国人民解放軍空軍
保有するHY-6ではSu-30などの給油装置と規格が合わなず給油できないため導入された。
2005年に8機の発注を行ったがロシアが納入を2007年から2010年に延期する事と経費の追加負担（追加分は約5億ドルとみられている）を要請したため最終的に契約は破棄された[55]。そのため、ウクライナと4,470万ドルでIl-78MPを3機購入する契約を結び、2機が引き渡し済みである[56]。中古機であることからこの購入は当面の一時しのぎと思われる。
漢和によれば改修を実施したニコラエフ修理工場は西安飛機工業公司と協力関係にあり設計図も提供されていることから今後にIl-76を自らIl-78に改装できるとされる[34]。

### 検討中
イラン
- イラン空軍
2015年7月22日に100機の購入を検討していることをイスラエルメディアが報じた[57]。

 ベネズエラ
- ベネズエラ空軍
2008年10月2日に検討していることが報じられていた[58]。

## 事故
1993年3月25日、USSR-76736がウズィーンにおいてキャビンが破壊されるという事故を起こした。事故機はスクラップとなった。
1998年7月17日、ウクライナのブソル航空のUR-UCIがエリトリアのアスマラで着陸に失敗して墜落し乗員10名が死亡した。

## 性能
統一航空機製造会社公式サイトより
- 全長：46.6 m
- 全幅：50.5 m
- 高さ：14.76 m
- 翼面積：300 m2

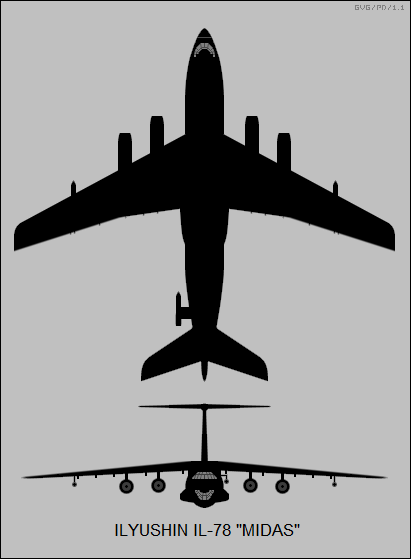
三面図

- 最大離陸重量：190トン（Il-78MKは210トン)
- 最大着陸重量：155トン(Il-78M-90)
- エンジン：4基
  - (Il-78)アヴィアドヴィガーテリ製 D-30KP-2 ターボファン 118 kN (26,500 lbf)
  - (Il-78M-90A)アヴィアドヴィガーテリ製 PS-90A-76 ターボファン 142 kN (32,000 lbf)
- 乗員：6 名
- 巡航速度：750 km/h（燃料補給を伴う場合 440–600km/h）
- 飛行高度：9,100m-12,100 m
- 航続距離：7,300 km
- 離陸距離：2,200 m
- 着陸距離：1,000 m
- 実用最大上昇高度：12,000 m
- 寿命：30年、10,000回の飛行、30,000飛行時間

| 燃料供給限度 | 燃料供給限度              | 燃料供給限度 |
| ------------ | ------------------------- | ------------ |
| 1,000 km     | 69.2トン(Il-78MKは74トン) |              |
| 2,000 km     | 50トン(Il-78MKは56トン)   |              |
| 2,500 km     | 20.7トン                  |              |
| 3,000 km     | 40トン(Il-78MK)           |              |

|                | KC-135R                                | KC-10                                  | KC-767                     | KC-46                      | エアバス A330 MRTT                       | Il-78M                                 |
| -------------- | -------------------------------------- | -------------------------------------- | -------------------------- | -------------------------- | ---------------------------------------- | -------------------------------------- |
| 画像           |                                        |                                        |                            |                            |                                          |                                        |
| 乗員           | 3名                                    | 4名                                    | 3名                        | 3名                        | 3名                                      | 6名                                    |
| 全長           | 41.53 m                                | 55.4 m                                 | 48.51 m                    | 50.5 m                     | 58.8 m                                   | 46.6 m                                 |
| 全幅           | 39.88 m                                | 50.4 m                                 | 47.57 m                    | 48.1 m                     | 60.3 m                                   | 50.5 m                                 |
| 全高           | 12.7 m                                 | 17.1 m                                 | 15.9 m                     | 15.9 m                     | 17.4 m                                   | 14.76 m                                |
| 空虚重量       | ―                                      | ―                                      | ―                          | 82.377 t                   | ―                                        | ―                                      |
| 基本離陸重量   | ―                                      | 109.328 t                              | ―                          | ―                          | ―                                        | ―                                      |
| 最大離陸重量   | 146.285 t                              | 266.5 t                                | 186.88 t                   | 188.24 t                   | 233 t                                    | 190 t                                  |
| 最大燃料搭載量 | 90.719 t                               | 160.2 t                                | 72.877 t                   | 96.297 t                   | 111 t                                    | 69 - 74 t                              |
| 発動機         | F108-CF-100×4                          | CF6-50-C2×3                            | CF6-80C2B6F×2              | PW4062×2                   | トレント772B /CF6-80E1A3 ×2              | PS-90A-76×4                            |
| 発動機         | ターボファン                           |                                        |                            |                            |                                          |                                        |
| 最大速度       | 933 km/h                               | 982 km/h                               | 915 km/h                   | 915 km/h                   | 880 km/h                                 | 850 km/h                               |
| 採用国         | 5                                      | 1                                      | 2                          | 3                          | 10 （NATO6カ国はNATOとして計上）         | 7                                      |
| 給油方式       | 有人直視 ブーム/ドローグ可（併用不可） | 有人直視 ブーム/ドローグ可（併用不可） | 有人遠隔 ブーム/ドローグ可 | 有人遠隔 ブーム/ドローグ可 | 有人遠隔（自動給油可） ブーム/ドローグ可 | 型式により無人可 ドローグポッド3基のみ |